# Schiers
Schiers, appelée en romanche Aschera, est une commune suisse du canton des Grisons, située dans la région de Prättigau/Davos et la vallée du Prättigau. Le village de Schuders lui est rattaché en 1878.
Il s'agit, avec Grüsch (également dans les Grisons), d'un des deux dernières communes d'Europe occidentale à passer du calendrier julien au calendrier grégorien, en 1812.

Photo aérienne prise à 300 m par Walter Mittelholzer (1923).

## Patrimoine bâti
- Église Saint-Jean
- Pont sur les gorges de la Salgina (Salginatobelbrücke), construit en 1929-1930 par l'ingénieur Robert Maillart, sur un échafaudage de Richard Coray. En béton, portée de 90 m. Cet ouvrage a été distingué en 1991 par la American Society of Civil Engineers du titre de monument historique de génie civil d'importance internationale[3].